# Weiner Tibor
Weiner Tibor (Budapest, Terézváros, 1906. október 29. – Budapest, 1965. július 8.) Ybl Miklós-díjas magyar építész, egyetemi oktató, a műszaki tudományok kandidátusa (1959), a Bauhaus és a szocreál építészet egyik legjelentősebb magyarországi képviselője.
1951-től a Budapesti Műszaki Egyetem docense, 1952 és 1957 között a Magyar Építőművészet című folyóirat felelős szerkesztője. Legismertebb és legfontosabb munkája Dunaújváros tervezésének és építésének irányítása, melyen 1950-től egészen haláláig dolgozott.
Stílusát kezdetben a modern törekvések, az 1950-es években a szocreál, míg pályája végén ismét a modern törekevések uralták.

## Életpályája

### A Bauhausban
Weiner Samu (1874–1944) gőzmalmi főtiszt és Hirschfeld Olga (1879–1918) fia. A jómódú polgári családban született Weiner apja szándékai ellenében választotta az építészi hivatást. Egyetemi tanulmányait az 1927–28. évi tanévben fejezte be a József műegyetemen; oklevelét 1929. május 2-án állították ki. Diplomamunkája egy kórházi pavilon terve Hültl Dezső irányításával készült. Ligeti Pál műtermében 1929-ben tervezési és művezetési munkákat végzett; ugyanebben az időben dolgozott itt Molnár Farkas is. Ebben az évben Walter Gropius meghívására Molnár Farkas társaságában másokkal együtt részt vett a CIAM a modern építészek nemzetközi szervezetének frankfurti kongresszusán. Két szemeszter erejéig a dessaui Bauhaus hallgatója volt Hannes Meyer irányítása alatt; 1930. december 30-án kiállított diplomáját Mies van der Rohe írta alá. Időközben itthon a XII. Nemzetközi Építészkongresszus tiszteletére a műegyetemi hallgatók munkáiból rendezett kiállításon 1930 szeptemberében egy negyedéves korában készített – városháza – terve bemutatásra került. Dessauban Philipp Tolzinerrel társtervezésben elkészítette egy közösségi lakóház terveit és közreműködött a bernaui iskola munkálataiban is. Meyer eltávolítását követően Németországból kiutasították, ezért 1931-ben Meyerrel és a Bauhaus néhány növendékével a Szovjetunióba utazott.

### Az 1930–as és 40-es években
Weiner a Szovjetunióban a Gorsztrojprojekt nevű vállalatnál dolgozott 1931 februárja és 1936 áprilisa között. Főbb munkái Taskentben és Bakuban valósultak meg, többek között szakiskolák és üzemi épületek. Mart Stamm és Hans Schmidt munkatársaként 1933 és 1936 között várostervezéssel (Orszk az Uralban) is foglalkozott. A moszkvai metró Aeroport állomásának tervezésében is részt vett 1936–37-ben. A Szovjetunióban megindult sztálini megtorlások miatt a külföldi építészek november folyamán elhagyták az országot. Ezt követően Pierre Forestier építész irodájában dolgozott Párizsban 1938–39-ben; egészségügyi létesítmények és szanatóriumok tervezésében vett részt. Weiner ifjú feleségével a közeledő fasiszta veszély elől 1939 nyárának végén Chile fővárosába menekült. Kezdetben önálló építészként dolgozott, majd 1946-47-ben a santiagói egyetem építészfakultásának volt a tanára. Chilei tartózkodása alatt több családi házat, bérházat és 1940-ben Ricardo Müller Hess-szel társtervezésben egy nagybani vásárcsarnok tervdokumentációját is elkészítette.

### Dunaújvárosban
A chilei politikai környezet kedvezőtlenné válása, valamint az újjáépítésben mutatkozó ígéretes itthoni lehetőségek miatt Weiner hazatért, 1948 júniusában, azaz már a munkáspártok egyesülése előtt, Magyarországon tartózkodott. 1949-ben az Építésügyi Minisztériumban területrendezési feladatokkal foglalkozott, és részt vett Preisich Gáborral és Zöldy Emillel közösen a Csillebérci úttörőtábor terveinek kidolgozásában. 1950 januárjától haláláig különböző pozíciókban (főépítész, tanácselnök-helyettes) és szervezeti keretek között irányította az akkoriban „első magyar szocialista városnak” nevezett Dunaújváros tervezését és építését, sikerek és csalódások közepette. Ybl-díjat 1953-ban kapott, de nem a várostervezői tevékenységéért, hanem „a szovjet építőművészet megismertetése és az építészet elmélet terén kifejtett munkássága” elismeréseként.

## Díjai
- Magyar Munka Érdemrend bronz fokozata (1951)
- Ybl Miklós-díj (1953)
- Munka Érdemrend (1960)

## Fő írása
- Weiner T. – Valentini K.- Visontai M.: Sztálinváros – Miskolc – Tatabánya, Budapest, 1959